# Bathygyge grandis
Bathygyge grandis är en kräftdjursart som beskrevs av Hansen 1897. Bathygyge grandis ingår i släktet Bathygyge och familjen Bopyridae. Inga underarter finns listade i Catalogue of Life.